# Mikael I Rangabe
Mikael I Rangabe (grekiska: Μιχαῆλ A' Ῥαγγαβέ), född ca 770, död 844, var bysantinsk kejsare 811-813.
Mikael var son till en patricier som var amiral för egeiska flottan. Han gifte sig med Prokopia, dotter till den framtida kejsaren Nikeforos I, och fick ett högt ämbete vid den senares trontillträde 802. Han överlevde Nikeforos katastrofala militärkampanj mot Krum av Bulgarien och ansågs därefter som en lämpligare kandidat till tronen än Nikeforos svårt sårade son Staurakios. Tillsammans med en grupp höga ämbetsmän tvingade han den senare att abdikera efter mindre än tre månader på tronen.
Mikael försökte sig på en försonande politik och mildrade den höga beskattning som Nikeforos infört. Medan statens inkomster minskade fördelade han generöst pengar till armén, förvaltningen och kyrkan. Han förföljde idogt ikonoklaster och hans fromhet hyllades av krönikören Theofanes bekännaren.
Under 812 återupptog Mikael förhandlingar med frankerna och erkände Karl den store som kejsare. I utbyte återgavs Venedig till Bysantinska riket. Han avvisade dock de fredsvillkor som lagts fram av Krum av Bulgarien, vilket provocerade fram bulgarernas intagande av Nesebar. Efter vissa krigsframgångar mot bulgarerna under våren 813 tvingades dock den kejserliga armén på flykten, varvid Mikaels position starkt försvagades. En konspiration låg i luften, vilket fick honom att i förebyggande syfte abdikera till förmån för en general som blev Leo V. Mikael blev därefter munk, hans söner blev kastrerade och tvingade i kloster (en av dem blev dock sedermera Patriark av Konstantinopel, under namnet Ignatius).